# Stall Ostermeierstraße 8

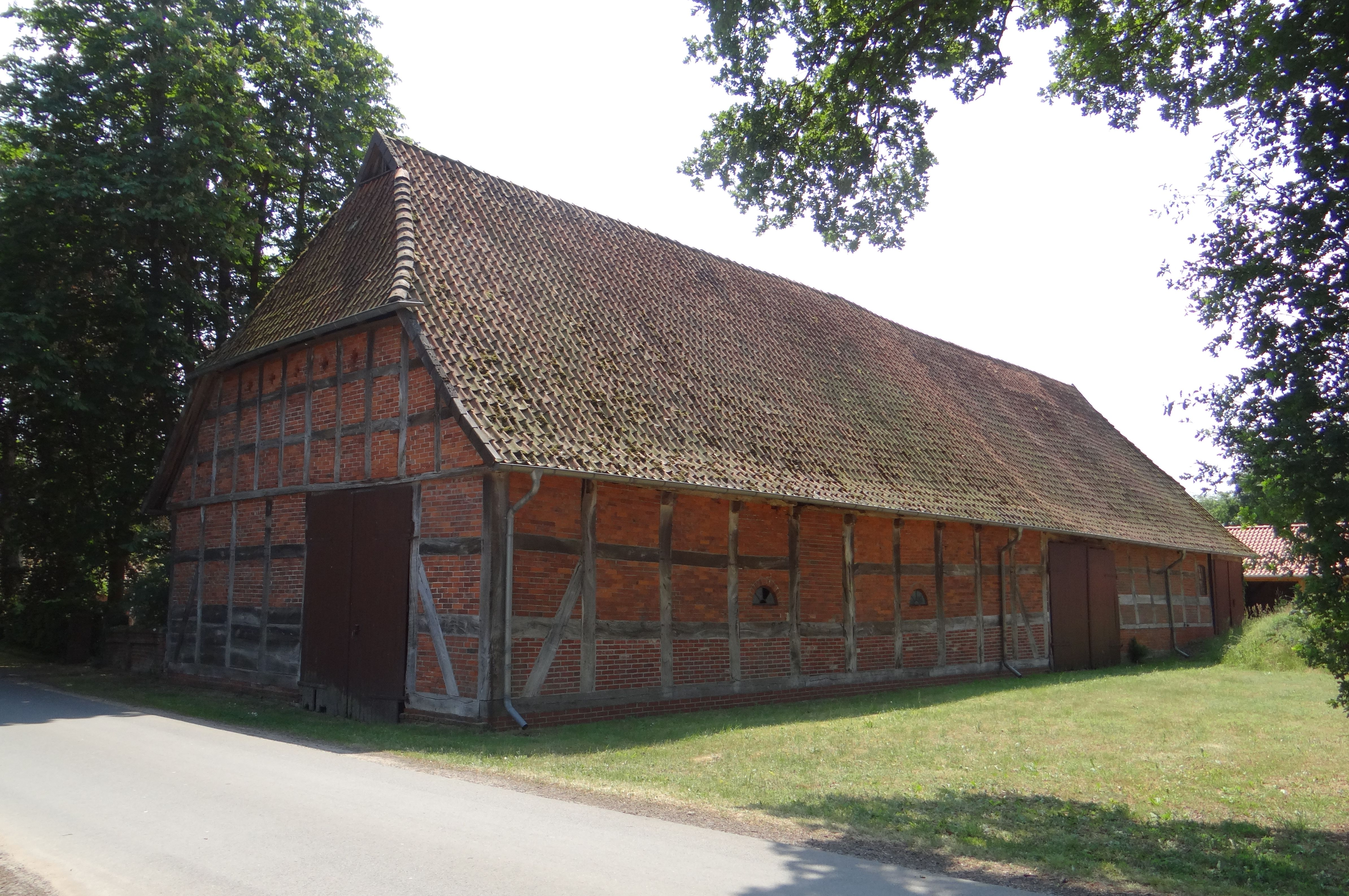
Stallgebäude von 1898

Der Stall Ostermeierstraße 8 in Hassel (Weser) in der niedersächsischen Samtgemeinde Grafschaft Hoya stammt aus dem 19. Jahrhundert.
Er wird auch aktuell (2023) landwirtschaftlich genutzt.
Das Gebäude steht unter Denkmalschutz (siehe auch Liste der Baudenkmale in Hassel (Weser)).

## Geschichte
Der eingeschossige sehr lange Stall in Fachwerk mit Steinausfachungen, Krüppelwalmdach sowie mit Längs- und Querdurchfahrt stammt von 1898.
Zum Hof gehören weiterhin das nicht denkmalgeschützte Wohnhaus und mehrere Nebengebäude.
Das Niedersächsische Landesamt für Denkmalpflege befand: „geschichtliche Bedeutung … als regionaltypischer Wirtschaftsbau“.